# Чезена Коли (Терамо)
Чезена Коли (итал. Cesenà Colli) је насеље у Италији у округу Терамо, региону Абруцо.
Према процени из 2011. у насељу је живело 54 становника. Насеље се налази на надморској висини од 310 м.